# Province d'Oulu
La province d'Oulu, Oulun lääni en finnois (Uleåborgs län en suédois), est une ancienne province de Finlande, fondée en 1775 et disparue à l'issue de la réforme territoriale de 2009. Elle était située au sud de la Laponie et au nord des provinces de Finlande occidentale et de Finlande orientale. Elle était bordée à l'ouest par le golfe de Botnie et à l'est par la Russie. 
Elle comptait en 2009 471 774 habitants sur 61 602 km2 (56 739 km2 si on exclut les lacs) avec une densité ramenée à la superficie hors lacs de 8,3 hab./km2. 
Elle avait pour capitale Oulu et était composée de deux régions :
- L'Ostrobotnie du Nord ou Pohjois-Pohjanmaa (Norra Österbotten en suédois),
- La Cajanie (Kajanaland en suédois).

Au total 43 municipalités composaient cette province au moment de sa disparition, les plus grandes villes étant Oulu et Cajanebourg.